# 66 Aquarii
66 Aquarii (g Aquarii) é uma estrela na direção da Aquarius. Possui uma ascensão reta de 22h 43m 35.25s e uma declinação de −18° 49′ 49.1″. Sua magnitude aparente é igual a 4.68. Considerando sua distância de 484 anos-luz em relação à Terra, sua magnitude absoluta é igual a −1.18. Pertence à classe espectral K3III.